# Mikor gulyáslegény voltam
A Mikor gulyáslegény voltam kezdetű magyar népdalt Bartók Béla gyűjtötte a Tolna vármegyei Felsőiregen 1907-ben.
A Mikor gulyásbojtár voltam e dallam variánsa nagyon hasonló szöveggel; a két szöveg néha összecserélődik.
Feldolgozások:
| Szerző      | Mire    | Mű                                                           | Előadás |
| ----------- | ------- | ------------------------------------------------------------ | ------- |
| Bartók Béla | zongora | Tizennégy zongoradarab Op. 6, 1908 (BB 50, Sz. 38.) 4. darab | [ 3 ]   |
| Weiner Leó  | zongora | Magyar népi muzsika II. Középnehéz darabok, 23. darab        | [ 4 ]   |
| Weiner Leó  | zongora | Öt kis zongoradarab, 4. darab                                | [ 5 ]   |

## Kotta és dallam
| Mikor gulyáslegény voltam, nyájam mellett elaludtam, fölébredtem éjfél tájban, egy barmom sincs az állásban. | Megkerültem járásomat, köröskörül határomat, mégsem találtam barmomra, csak a kedves galambomra. |

## Felvételek
- Mikor gulyásbojtár voltam. Csóka Anita  YouTube (2015. március 19.)  (Hozzáférés: 2016. április 27.) (audió)